# 琴平バス

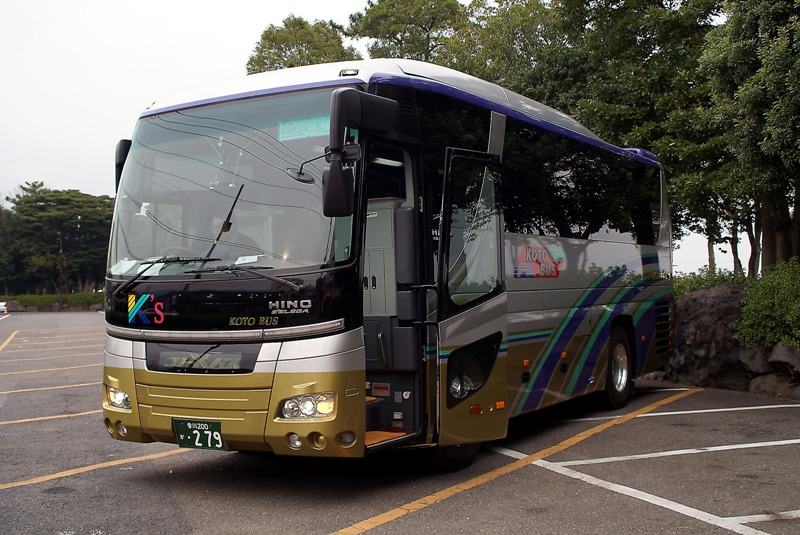
ADG-RU8JHAA スーパーシートバス

琴平バス株式会社（ことひらバス）とは、本社を香川県仲多度郡琴平町に持つ観光バス・タクシー会社。通称コトバス。

## 概要
規制緩和以前から貸切バス事業を行なっている老舗企業である。香川県で最初にスーパーハイデッカーを導入した。また、4列ながらも電動式リクライニングシートとレッグレストを備えた車両「スーパースリーパー」は、信州（長野県）方面へのスキーツアーなどで注目された。グループ以外の旅行会社のスキーツアーパンフレットにも「琴平バスのスリーピングシート車両使用」とPRされるほどであった。現在も、積極的に新型車両を導入しており、2008年は中型寝台2台、8月に大型3列シート車を導入した。
規制緩和後、関西を中心としたツアーバスブームにのり、同社も、主にグループ旅行会社の新日本ツーリストが企画する主催旅行として、香川・徳島県内〜東京の夜行便と、東京〜大阪線、さらに同区間運行後の帰着・送り込み回送兼用の香川県内〜大阪線の運行を行なっていた。2008年8月からは福岡県にも運行していた。なお、2013年8月1日からはいわゆる新高速乗合バスとして自社が運行している。1980年代にはコトバスの車体表記を「KOTOBASU」と書いていたことがあった。
過去には2007年3月26日放送分の『報道特捜プロジェクト“責任者出てこい！”怒り爆発スペシャル』で密着取材を受けていたが、国土交通省四国運輸局が関越自動車道高速バス居眠り運転事故に対応して緊急監査を実施し、2012年12月5日に結果を発表。運転手の拘束時間や連続運転時間が基準を超えていたことが分かった。四国運輸局の緊急監査で、車両3台を10日間使用停止とする行政処分を行った事が判明。超過勤務では、拘束時間や休息時間の違反が計8件あったほか、連続運転時間も基準の4時間を1時間以上超えていたケースが2件あった。
タクシー事業も行っており、2003年8月からはうどんタクシー（同社の登録商標：第4789305号）の運行している。背景は「讃岐うどん」を参照。
2023年1月26日、香川県高松市に宿泊施設兼コワーキングスペース「Kotori（コトリ）」を開業し、宿泊業に参入した。
なお、同一県内にある高松琴平電気鉄道（ことでん）系列とよく混同されるが、資本関係は一切無い。

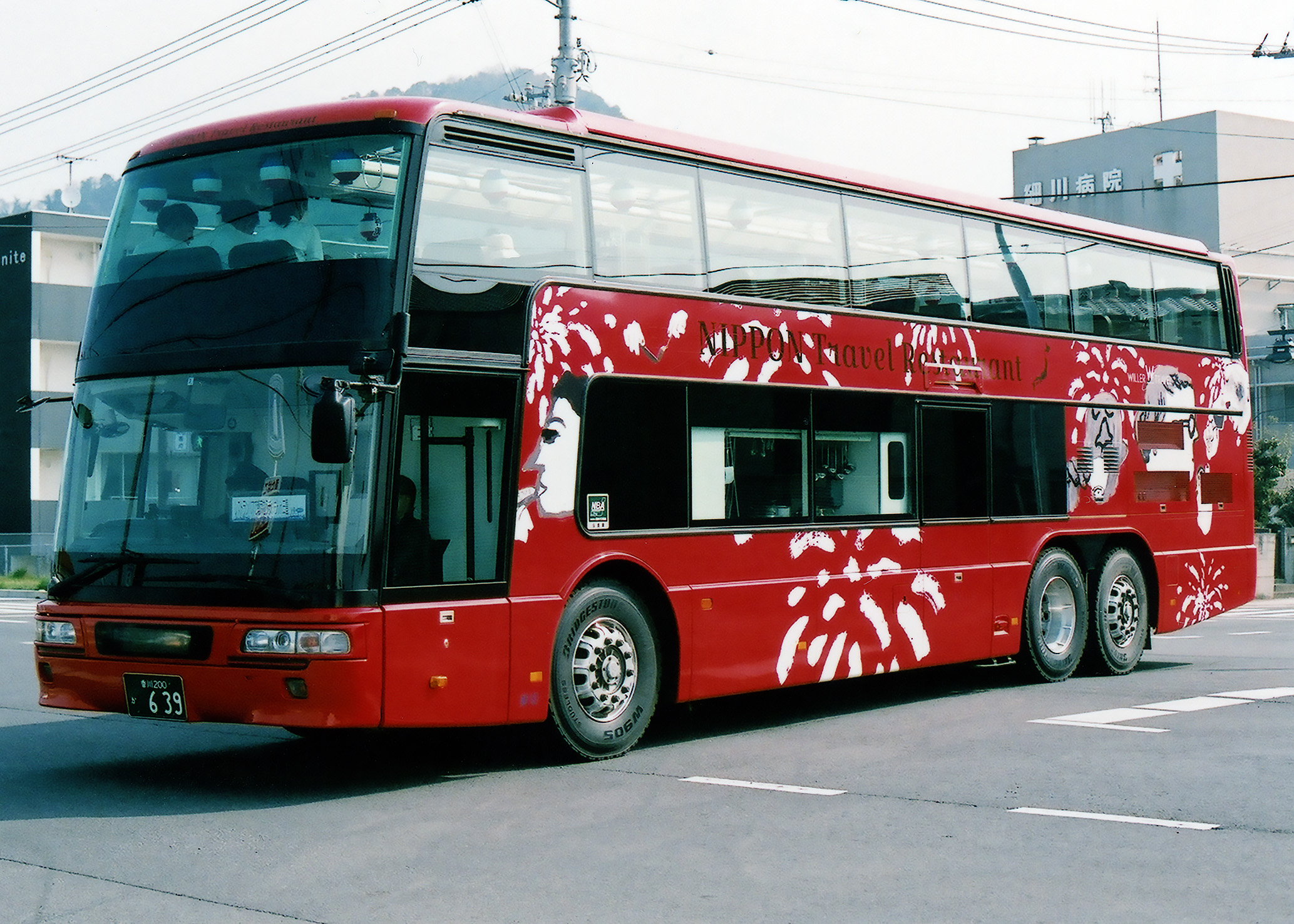
委託されて運行した、WILLER EXPRESSのレストランバス（2018年3月）

2018年3月に瀬戸内うどんカンパニー株式会社が企画した「レストランバス三豊」をWILLER EXPRESSのレストランバスを借り受けて香川県三豊市で運行した際、当社が運行委託されて運行した。

## 高速乗合バス
「コトバスエクスプレス」の名称で高速路線バスを運行している。2013年7月31日までは系列の旅行代理店・新日本ツーリストが主催するツアーバスだった。
- 東京方面
コトバスステーション琴平 - こんぴら参道口（乗車のみ）・琴平町営駐車場（降車のみ） - 宇多津駅南口南 - 高松駅前バスターミナル - コトバスステーション高松 - 高松中央インター北 - 高速三木BS - 高速志度BS - 高速津田BS - 高速大内BS - 高速引田BS - 徳島駅 - コトバスステーション鳴門インター - バスタ新宿（降車のみ新宿駅西口を併用） - バスターミナル東京八重洲 - 東京ディズニーランド
- 名古屋方面
コトバスステーション琴平 - こんぴら参道口（乗車のみ）・琴平町営駐車場（降車のみ） - 宇多津駅南口南 - 高松駅前バスターミナル - コトバスステーション高松 - 高松中央インター北 - 高速三木BS - 高速志度BS - 高速津田BS - 高速大内BS - 高速引田BS - 徳島駅 - コトバスステーション鳴門インター - 四日市 - 名古屋（乗車：JR名古屋駅太閤通口噴水前、降車：ささしまライブバス停）
- 福岡方面
コトバスステーション鳴門インター - 徳島八百屋町 - 高速引田BS - 高速大内BS - 高速津田BS - 高速志度BS - 高速三木BS - 高松中央インター北 - コトバスステーション高松 - 高松駅前バスターミナル - 宇多津駅南口南 - 博多（キャナルシティ博多・HEARTSバスステーション博多）

以下のシャトルバスは、上記路線へ（から）の乗り継ぎ専用で、単独での利用はできない。
- 愛媛シャトル
松山駅東（ホテルニューカジワラ前） - 三島川之江インター - コトバスステーション鳴門インター（東京・名古屋線）
三島川之江インター - 宇多津駅南口南（福岡線）
- 高知シャトル
高知駅北口 - 徳島三好BS - コトバスステーション鳴門インター（東京・名古屋線）
高知駅北口 - 宇多津駅南口南（福岡線）

## ツアーバス
- 父母ヶ浜直行シャトルバス
琴平駅前から詫間駅前を経由して父母ヶ浜へ向かうツアーバスである。写真がきれいに撮影できる日没時間帯前後に父母ヶ浜を観光し再び詫間駅前経由で琴平駅前に向かうが、日没時間が季節により変わるため出発時刻は季節により変更される。1名より催行しWeb予約も受け付けている。

## 事業所
本社営業所
香川県仲多度郡琴平町川西1228-1
徳島営業所
徳島県鳴門市撫養町木津1456-12

## 沿革
- 1956年9月 - 有限会社琴平タクシーとして設立。
- 1969年12月 - 琴平バス株式会社に改組。
- 2003年8月 - うどんタクシー（登録商標）[5]の運行を開始。
- 2012年5月11日 - 徳島営業所を開設[6][7]。

## 関連会社
- 株式会社コトバスMX
前身は2019年に買収した株式会社満濃タクシー。2022年に琴平バス本社のタクシー事業を統合し商号変更。
- 株式会社コトバス・コミュニケーションズ
旧社名は新日本ツーリスト株式会社。旅行業は2019年に琴平バス本社に移管し、ツアーオペレーター業に業態変更。
- 四国巡拝センター株式会社

## 注・出典
1. ↑  「四国運輸局が琴平バス処分／緊急監査結果を公表」四国新聞社 SHIKOKU NEWS（2012年12月6日）のインターネット・アーカイブ
2. ↑  「琴平バス、宿泊業に参入」『日経産業新聞』2023年2月7日（中小経営面）同日閲覧
3. ↑  レストランバス三豊のご案内 - 瀬戸内うどんカンパニー株式会社 2018年2月23日
4. ↑  レストランバスで瀬戸内うまいもんコースin三豊 ランチorディナー - 新日本ツーリスト株式会社 地域密着の旅 地旅
5. ↑  “「うどんタクシー」差し止め提訴 琴平バスが空港タクシー相手に”.  京都新聞 (2020年7月14日). 2020年10月27日閲覧。
6. ↑  徳島新聞でコトバスステーション鳴門ICが紹介されました。新日本ツーリスト
7. ↑  徳島営業所がオープンしました！！ コトバスブログ